# Кварсинське сільське поселення
Ква́рсинське сільське поселення — колишнє муніципальне утворення в складі Воткінського району Удмуртії, Росія. Адміністративний центр — присілок Кварса.
Ліквідоване 25 червня 2021 року через переформування муніципального району на муніципальний округ.
Населення становить 2099 осіб (2019, 2141 у 2010, 2042 у 2002).

## Склад
До складу поселення входять такі населені пункти:
| Населений пункт     | Населення, осіб (2002) | Населення, осіб (2010) |
| ------------------- | ---------------------- | ---------------------- |
| Двигатель, присілок | 379                    | 381                    |
| Кварса, присілок    | 1569                   | 1682                   |
| Фотени, присілок    | 94                     | 78                     |

## Господарство
В поселенні діють ПТУ, школа, 3 садочки, центр дитячої творчості, 2 бібліотеки, 3 клуби, 2 фельдшерсько-акушерські пункти. Серед підприємств працюють ТОВ «Селена», ГОУ НПО ПУ-14, ТОВ «Прометей», Воткінський завод твердопаливних матеріалів, ТОВ «Мир».